# Frederic cel Frumos
Frederic cel Frumos (n. 1 mai 1289, Viena, Ducatul Austriei⁠(d) – d. 13 ianuarie 1330, Gutenstein⁠(d), Austria Inferioară, Austria) a fost rege romano-german începând din 1314 și a aparținut Casei de Habsburg.

## Biografie
Frederic a fost al doilea fiu al regelui romano-german Albert I și al soției sale, Elisabeta de Gorizia-Tirol, fiind astfel nepotul regelui Rudolf I al Sfântului Imperiu Roman.
Motto-ul lui Frederic cel Frumos era: „Ad huc stat” (în română: „Încă stă”).
După moartea împăratului Henric al VII-lea de Luxemburg în 1313, doi regi au fost aleși și încoronați în Sfântul Imperiu Roman: Ludovic al IV-lea (Bavarezul), aparținând Casei de Wittelsbach, și Frederic cel Frumos, aparținând Casei de Habsburg. Acesta a fost rezultatul faptului că voturile principilor electori erau divizate. Zeci de ani înainte ca regulile lipsite de ambiguități să fie stabilite prin Bula de Aur, s-a dezbătut intens asupra corectitudinii alegerilor. 
După mai multe conflicte armate care s-au desfășurat pe parcursul mai multor ani, Bătălia de la Mühldorf din 1322 a condus la o decizie preliminară prin victoria lui Ludovic al IV-lea. Frederic a fost închis timp de trei ani ca prizonier al lui Ludovic. Conflictele cu Curia romană și cu frații lui Frederic l-au obligat pe Ludovic să ajungă la un compromis. Tratatul de la München din septembrie 1325 între Ludovic și Frederic a stabilit o putere duală egală care a fost unică în istoria medievală a imperiului. Însă Frederic a jucat doar un rol minor în imperiu, în timp ce Ludovic avea puterea de decizie.
Frederic s-a ocupat în special de fundații, pe care le-a folosit ca mijloc de legitimare și stabilizare a domniei sale. În timpul lui Frederic centrul stăpânirii habsburgice s-a mutat din ținuturile ancestrale din vest în noile ducate din est. Tot în timpul său Viena a început să devină reședința principală habsburgică. Frederic a fost supranumit „cel frumos” abia în secolul al XVI-lea. Întoarcerea voluntară a lui Frederic în captivitate, ca prizonier al lui Ludovic, a fost deseori subiectul unor lucrări artistice în secolul al XIX-lea. 

### Originea și copilăria

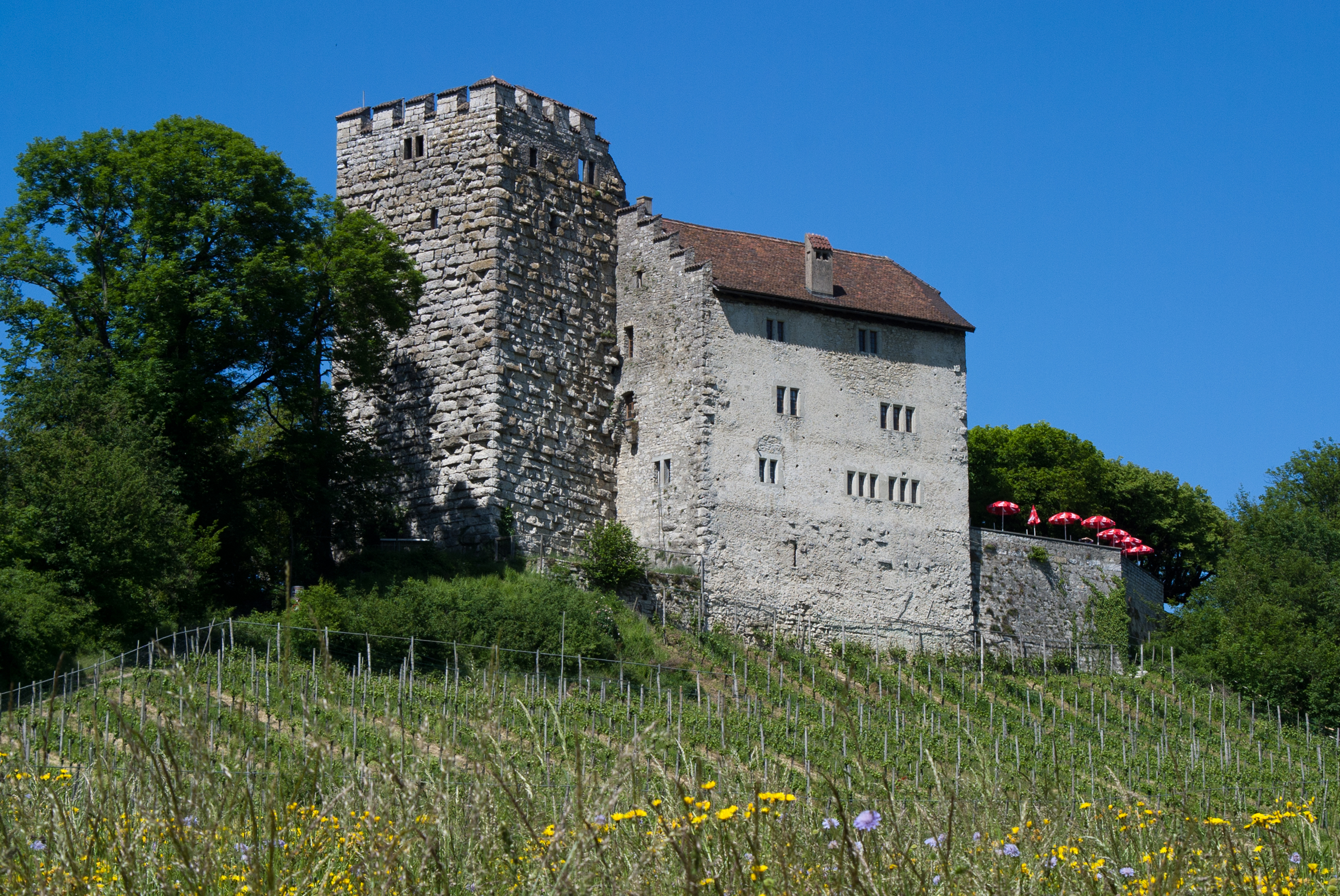
Castelul Habsburg de la care provine numele familiei.

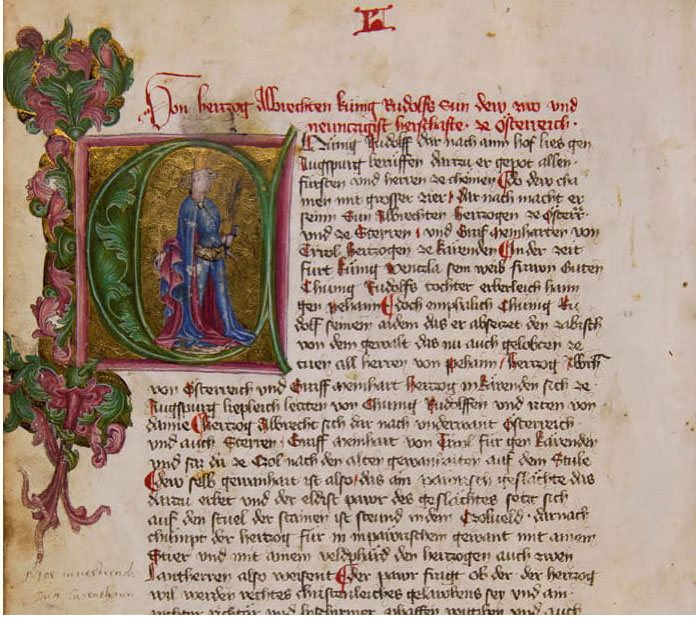
Extrasul din Cronica anonimă a celor 95 de domnitori (creată în 1349-1394) îl reprezintă fie pe regele Rudolf I de Habsburg, fie pe regele Albert I de Habsburg. (Innsbruck, Universitatea și Biblioteca de Stat din Tirol, cod 255, folia 65)

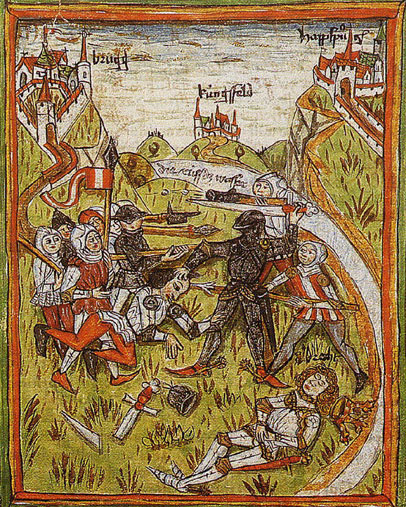
Ioan Paricidul și complicii săi îl ucid pe tatăl lui Frederic, Albert. În fundal orașele Brugg și Königsfelden, precum și castelul Habsburg (1479/1780 din Cronica celor 95 de domnitori, Biblioteca orășenească din Berna, cod A45, folia 97)

Originea familiei de Habsburg poate fi urmărită până la strămoșul Guntram, care a trăit la mijlocul secolului al X-lea. Printre nepoții lui Guntram se numărau Radbot și episcopul Werner de Strasbourg. Unul dintre cei doi a construit castelul Habichtsburg (Habsburg) în 1020/1030 pe teritoriul dintre râurile Reuss și Aare aflat în proprietate privată. Familia, al cărei nume provine de la acest castel, avea prerogativele guvernării în teritoriile din nordul Elveției, Pădurea Neagră și Alsacia. Când familia Zähringen s-a stins în 1218, familia Habsburg a devenit conducătoare în regiunea dintre Rinul superior și Alpi.
Frederic a fost unul dintre nepoții lui Rudolf I de Habsburg, primul rege romano-german din Casa de Habsburg. În 1282 Rudolf a dat fiilor săi, Albert I și Rudolf al II-lea, feudele Austria, Stiria, Craina și Marca Vindica. În calitate de rege, Rudolf a putut acorda membrilor familiei sale, feudele ce fuseseră înapoiate imperiului după moartea lui Ottokar al II-lea al Boemiei. Șapte ani mai târziu, s-a născut Frederic, al doilea fiu al ducelui Albert și al Elisabetei de Gorizia-Tirol. El a fost primul Habsburg care a primit numele Frederic, tipic familiei Babenberg. Cu acest nume, Frederic era plasat în tradiția ducilor Babenberg. Prin aceasta habsburgii făceau un nou pas în direcția stabilirii dinastiei lor în ducatele estice, pe care le primiseră ca feude în 1282. Frederic împreună cu fratele său mai mare, Rudolf, și cu fratele mai mic, Leopold, au primit în stăpânire comună pe 21 noiembrie 1298 în Nürnberg de la tatăl lor, regele Albert I, feudele Austria, Stiria, Craina, Marca Windisch și Pordenone. Istoricul Gerald Schwedler a reușit să demonstreze că timp de decenii habsburgii au preferat înfeudarea comună. Acestă stăpânire în comun a feudelor prevenea apariția conflictelor în familia de Habsburg și reducea riscul stingerii familiei pe linie masculină.
Potrivit unor izvoare istorice de la Mânăstirea Deißen datând din anul 1635, Frederic și Ludovic Bavarezul, rivalul și dușmanul său de mai târziu, au petrecut împreună o parte din copilărie la curtea lui Albert I din Viena. Ei erau veri deoarece Mechthild, mama lui Ludovic, era nepoata regelui Rudolf I, iar Elisabeta, mama  lui Frederic, era nepoata lui Otto al II-lea de Wittelsbach. Se pare că la curtea din Viena cei doi au învățat latina, deși nu există dovezi legate de cunoștințele celor doi în această limbă.
Pe 17 ianuarie 1303 Frederic apare pentru prima dată într-un document prin care se acordau privilegii Abației Zwiefalten din Ducatul Suabia. De aici se poate deduce că primise de la tatăl său guvernarea teritoriilor vestice. Se presupune că nu conducea singur deoarece în anii următori el s-a aflat mai ales în preajma tatălui său. Fratele mai mare al lui Frederic, Rudolf, a primit tronul Boemiei în octombrie 1306 însă a murit în 1307. În 1306 Frederic preluase de la acesta conducerea ducatelor Austria și Stiria. Printre responsabilitățile sale era acordarea privilegiilor și drepturilor orașelor. Albert I, tatăl lui Frederic, a fost asasinat pe 1 mai 1308 de nepotul său Ioan Paricidul, căruia acesta îi refuzase acordarea drepturilor ce îi reveneau prin moștenire.
După moartea lui Albert, cel mai mare dintre fiii supraviețuitori era Frederic. Între sarcinile care le reveneau moștenitorilor se numărau, în afară de impunerea pretențiilor la tronul Boemiei, candidatura lui Frederic la tronul romano-german și răzbunarea morții tatălui lor. Frederic a pretins succesiunea la tronul regal, însă principii electori l-au ales rege în anul 1308 pe contele Henric de Luxemburg, care se afla sub influență franceză. Leopold a preluat sarcina pedepsirii asasinului tatălui și a complicilor acestuia, în timp ce Frederic s-a concentrat asupra teritoriilor boeme din est. El a intrat cu o armată în Moravia, dar stăpânirea habsburgică s-a prăbușit curând în Boemia. Stările Generale l-au ales rege al Boemiei pe ducele Henric de Carintia din familia conților de Gorizia (Meinhardin). Frederic a avansat până la Praga, însă aceasta nu a schimbat cu nimic situația. Prin Tratatul de la Znojmo din 14 august 1308 Frederic a renunțat la pretențiile sale privind tronul Boemiei primind în schimb 45 000 Mărci Pfennig de la Henric de Carintia.
Pentru a ajunge la o înțelegere cu regele Henric de Luxemburg, Frederic a participat la întrunirea curții în Speyer în vara anului 1309. La tratativele care s-au dovedit dificile, Frederic a avut o apariție somptuoasă fiind urmat de o numeroasă suită. S-a ajuns la o înțelegere abia pe 17 septembrie 1309 - exact ziua în care el urma să plece. Frederic a renunțat la pretențiile privind coroana Boemiei și i-a promis regelui Henric de Luxemburg suport millitar pentru instituirea domniei regelui ales al Boemiei, un împrumut în bani și, de asemenea, ajutor militar împotriva lui Frederic de Meissen precum și pentru călătoria la Roma în vederea încoronării ca împărat romano-german. În schimbul acestor promisiuni, Henric de Luxemburg s-a obligat să acorde în continuare lui Frederic și fraților săi toate feudele pe care aceștia le stăpâneau deja. Regele Henric i-a declarat proscriși în întregul imperiul pe Ioan Paricidul și pe complicii săi la asasinarea lui Albert I. De asemenea, moștenirile acestora urmau să revină habsburgilor. Henric a fost de acord cu mutarea rămășițelor lui Albert I în mormântul regal din Domul din Speyer.
Un an mai târziu, Frederic s-a îmbolnăvit atât de grav încât mulți au crezut că a murit, așa că el a trebuit să fie purtat prin fața oamenilor pentru a demonstra că este încă în viață.

### Disputa asupra Bavariei de Jos (1313–1314)
Rivalii Frederic și Ludovic Bavarezul au încercat să-și extindă influența în Bavaria de Jos. Începând din 1312 Ludovic era tutorele ducilor minori Henric al XIV-lea, Otto al IV-lea și Henric al XV-lea. Pe de altă parte, Iudita și Agnes văduvele, ducilor Bavariei Inferioare, doreau ca habsburgii să preia tutela fiilor lor. Negocierile purtate la Mânăstirea Aldersbach și în Landau, nu au dus la o înțelegere. Ludovic a învins în Bătălia de la Gammelsdorf la vest de Landshut în noiembrie 1313. Evaluarea evenimentelor istorice variază între o „bătălie decisivă” și doar o „luptă”.
O înțelegere pe care Frederic și Ludovic au semnat-o pe 17 aprilie 1314 la Salzburg, a pus capăt disputelor. Potrivit relatării cronicarului Ioan de Viktring cei doi au dormit împreună într-un pat pentru a demonstra „înțelegerea totală și soluționarea completă a tuturor disputelor deschise”. La acea vreme ritualul amintit era răspândit și deseori utilizat. Frederic, care nu luase parte efectiv la bătălia pierdută, a trebuit să părăsească teritoriul Bavariei de Jos. Ludovic și-a asigurat astfel accesul la tron. În același timp, el și-a consolidat poziția în sud-estul imperiului. Pentru istoricul Bernhard Lübbers, victoria lui Ludovic asupra lui Frederic a reprezentat o „piatră de hotar” pe drumul său spre tronul romano-german.

### Căsătoria și descendenții
Ca duce al Austriei și Stiriei, Frederic a luat prima dată legătura cu familia regală a Aragonului în 1311 pentru a negocia  căsătoria cu una dintre fiicele regelui. Habsburgii erau deja înrudiți cu toate marile familii princiare din imperiu. Căsătoria aceasta avea ca scop câștigarea prestigiului într-o societate în care rangul era foarte important. Acest pas era menit, de asemenea, dezvoltării rețelei politice dincolo de granițele imperiului și era util consolidării și extinderii puterii habsburgilor.
Pe 11 mai 1314 Frederic s-a căsătorit la Castelul Gutenstein cu Isabela de Aragon, cea de-a treia fiică a regelui Iacob al II-lea și a soției sale, Blanche de Anjou. Isabela aducea o dotă imensă. Ea era o persoană foarte ambițioasă  și independentă, fapt demonstrat de utilizarea unui sigiliu propriu. Pe baza documentelor și a scrisorilor studiate, Stefanie Dick a ajuns la concluzia că Isabela și Frederic au acționat ca un cuplu, mai ales în ceea ce privește rețelele politice.
Din această căsătorie au rezultat trei copii: 
- Frederic (1316–1322)
- Elisabeta (1317–1336)
- Anna (1318–1343), căsătorită în 1328 cu Henric al III-lea, ducele Bavariei Inferioare și apoi în 1336 cu contele Ioan Henric de Gorizia.[25]

### Controversa pentru tron (1314–1325)

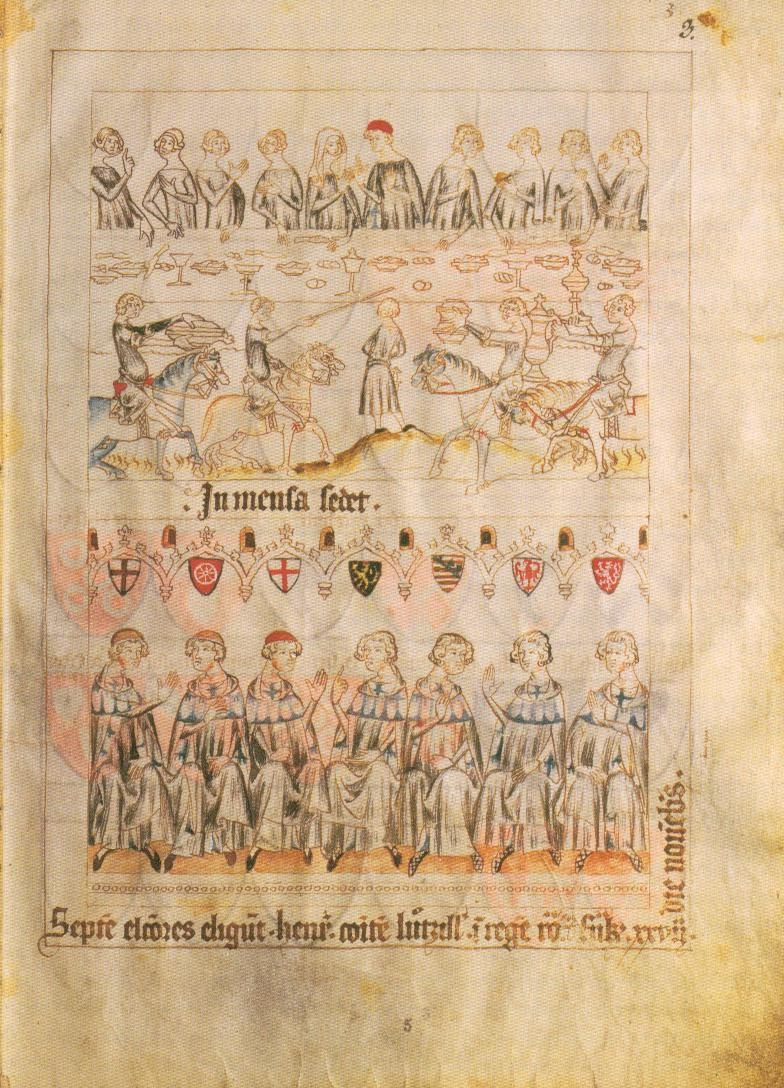
Principii electori în cronica ilustrată (c.1330-1345) „Călătoria împăratului Henric la Roma” pot fi recunoscuți după blazoanele plasate deasupra capului lor. De la stânga la dreapta se află arhiepiscopii de Köln, Mainz și Trier, contele palatin al Rinului, ducele de Saxonia, margraful de Brandenburg și regele Boemiei. (Arhiva principală de stat Koblenz, inventar 1 C nr. 1 folia 3b)

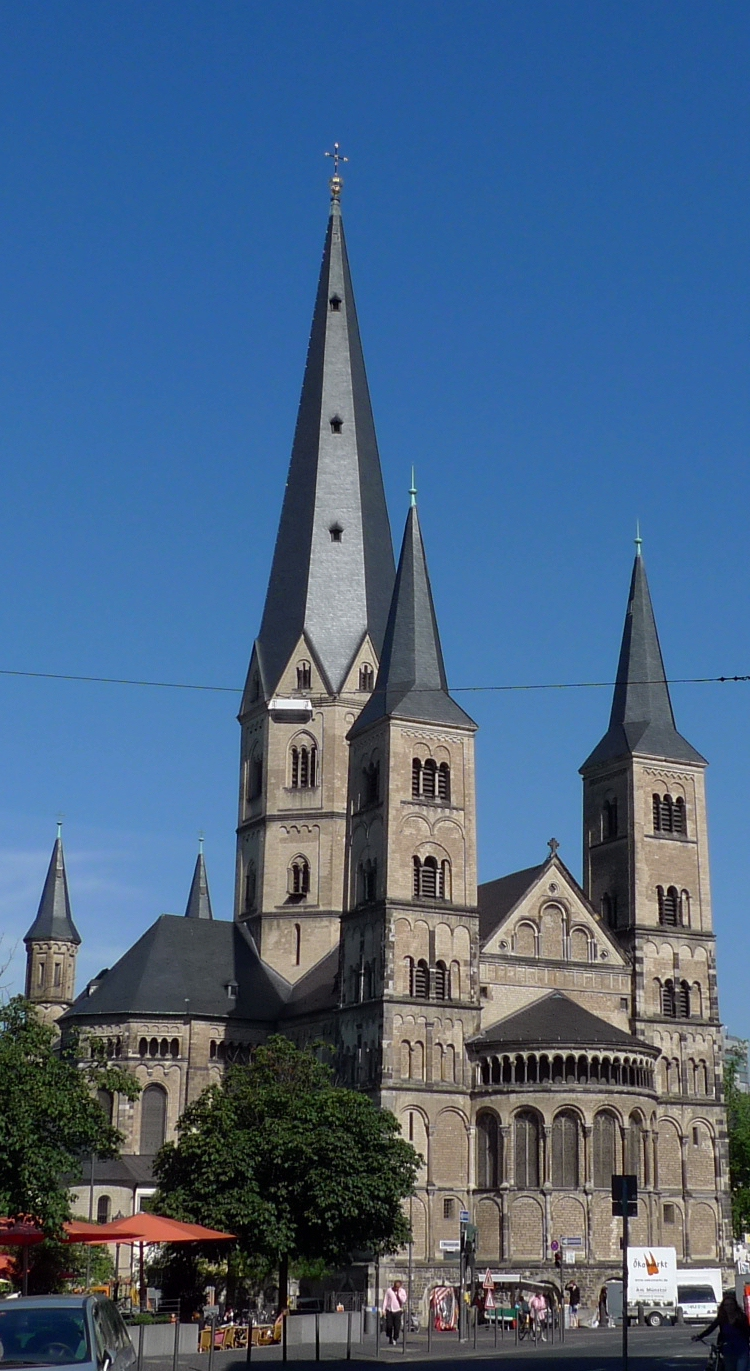
Catedrala din Bonn, vedere din sud-est.

#### Izbucnirea conflictului
În august 1313, împăratul Henric al VII-lea a murit în urma unui atac sever de malarie în timp ce călătorea în Italia.  Judecând după puterea și apartenența la o familie regală, după moartea lui Henric, cei ce puteau urma la tronul imperial erau Frederic cel Frumos și Ioan al Boemiei, fiul lui Henric.
În primăvara anului 1314, Frederic a reușit să câștige voturile a trei principi electori prin plăți generoase și acordarea a numeroase favoruri. Aceștia erau: contele palatin Rudolf, ducele de Bavaria, margraful Waldemar de Brandenburg și arhiepiscopul de Köln, Henric de Virneburg. Frederic și arhiepiscopul de Köln și-au întărit alianța prin căsătoria lui Henric, fratele mai mic al lui Frederic, cu nepoata arhiepiscopului. Susținătorii lui Ioan de Boemia au fost: unchiul său patern, arhiepiscopul Balduin de Trier (care urma să devină unul dintre cei mai importanți politicieni ai imperiului în secolul XIV) și arhiepiscopul de Mainz, Petru de Aspelt, care îl sprijinise deja pe Henric al VII-lea la alegere. După mai bine de un an, situația era încă neclară. Arhiepiscopii de Mainz și de Trier l-au convins în cele din urmă pe Ioan de Boemia să renunțe la candidatură atunci când a devenit previzibil că nu va fi ales. Apoi au găsit o soluție de compromis prin candidatura lui Ludovic de Wittelsbach (Bavarezul). Deși acesta nu avea puterea necesară, el împărțind în calitate de co-regent Palatinatul Rinului și Ducatul Bavariei Superioare, cu fratele său mai mare, Rudolf, totuși se bucura de o mare faimă în imperiu datorită victoriei obținute în Bătălia de la Gammelsdorf. Pentru fracțiunea luxemburgheză aflată sub conducerea arhiepiscopului de Trier, Ludovic era candidatul ideal tocmai datorită puterii sale limitate, deoarece nu putea pune în pericol interesele principilor electori și avea ambiția de a se opune habsburgilor. În plus, Ludovic a reușit să câștige votul lui Waldemar de Brandenburg. Habsburgii nu au renunțat însă.
Ambii candidați au mers la Frankfurt pe Main, locul tradițional pentru alegeri. Însă cetățenii au refuzat intrarea ambelor tabere în oraș. Pe 19 octombrie 1314, Frederic a fost ales rege în Sachsenhausen, pe malul stâng al râului Main, obținând votul ducelui Henric de Carintia, al contelui palatin Rudolf și al ducelui Rudolf de Sachsen-Wittenberg. O zi mai târziu, Ludovic a fost ales pe malul drept al râului Main de către arhiepiscopii de Trier și Mainz, regele Ioan al Boemiei, margraful Waldemar de Brandenburg și ducele Ioan al II-lea de Saxonia-Lauenburg.  Astfel, majoritatea alegătorilor erau de partea lui Ludovic. Pe 25 noiembrie 1314, Frederic a fost încoronat rege romano-german în Bonn, de către arhiepiscopul Henric de Virneburg, în timp ce Ludovic a fost încoronat de arhiepiscopul de Mainz în aceeași zi în Aachen, locul tradițional pentru încoronare. Ambii regi priveau ziua încoronării lor ca un eveniment constitutiv al ascensiunii lor la putere. Frederic era în posesia însemnelor imperiale și îl avea de partea sa pe arhiepiscopul de Köln, care avea de drept sarcina încoronării regelui ales. Utilizarea însemnelor imperiale la încoronare era mai puțin importantă decât puterea de a dispune de ele, ceea ce l-a indicat pe Frederic ca rege legitim. La încoronarea lui Ludovic au fost folosite copii ale însemnelor imperiale.
Contrar obiceiului, Frederic a fost încoronat la Bonn și nu la Aachen. Cetățenii din Aachen îl împiedicaseră să intre în oraș. Potrivit istoricului Manfred Groten acesta era rezultatul relației puterii în regiune și al conflictului dintre familiile conților palatini și arhiepiscopul de Köln. Și la Köln arhiepiscopul a trebuit să țină cont de rezistența cetățenilor, reședința sa principală fiind, din 1314, la Bonn și la Godesburg. Cu magnifica sa biserică, Bonn oferea condițiile pentru o ceremonie demnă. Groten consideră încoronarea lui Frederic ca fiind un „eveniment cheie în istoria renană cu consecințe de anvergură”.
Soția lui Frederic, Isabela de Aragon, a fost încoronată regină la Basel de arhiepiscopul de Köln pe 11 mai 1315, de Rusalii. Cu acest prilej însemnele imperiale, incluzând coroana, au fost arătate și cetățenilor. După încoronare, Frederic nu a renunțat la exercitarea puterii sale în ducatul Austria și nu a făcut o separare clară a zonelor administrative.

#### Desfășurarea conflictelor
Ambii regi au încercat să-l determine pe Papă să le recunoască domnia. Frederic și-a intensificat corespondența cu socrul său, Iacob al II-lea, care avea relații bune cu Curia romană. Pentru a-și consolida poziția în Italia, Frederic s-a implicat activ în politica italiană, fiind susținut de contele Henric al III-lea de Gorizia, precum și de Ulrich I de Walsee și fiul său, Ulrich al II-lea. În 1316 Frederic a încheiat o alianță cu Robert de Anjou, regele din Neapole. Sora lui, Caterina, era căsătorită cu Carol de Calabria, moștenitorul tronului lui Robert. Papa Ioan al XXII-lea, ales în 1316, a evitat să se declare explicit de partea vreunuia dintre cei doi regi. În 1314, nouă principi electori participaseră la alegeri. La acea vreme principiul majorității la stabilirea rezultatului alegerilor, nu exista încă. Prin urmare, alegerea concomitentă a doi regi a generat în mod inevitabil un conflict. Între 1314 și 1322, cearta pentru tronul imperial deși a fost permanentă niciunul dintre cei doi regi încoronați nu a căutat o rezolvare a problemei printr-o bătălie decisivă. Frederic a fost mai reținut datorită eșecurilor sale militare anterioare (înfângerile suferite în Bătălia de la Gammelsdorf și în Bătălia de la Morgarten din 1315 împotriva Confederației Elvețiene). Ezitând Ludovic nu a profitat de această situație. Bătălii mai mici au avut loc lângă Speyer și Buchloe în 1315, lângă Esslingen în 1316, lângă Mühldorf în 1319 și lângă Strasbourg în 1320.

#### Prizonieratul lui Frederic (1322–1325) și încheierea acordului în 1325
Încă o dată în istorie doar confruntarea armată a pus capăt unor conflicte care duraseră mulți ani. Pe 28 septembrie 1322 a avut loc Bătălia de la Mühldorf. Frederic s-a grăbit să accepte provocarea anunțată de Ludovic și a avansat dinspre est, fără să îl mai aștepte pe fratele său, Leopold, care venea dinspre vest prin Suabia. Armatele lor ar fi trebuit să se unească. Frederic a ajuns la locul luptei înaintea lui Leopold și Ludovic l-a învins. Aflând vestea înfrângerii, Leopold care se afla cu armata sa la vest de München, s-a retras spre Alsacia. De partea lui Ludovic au fost Ioan de Boemia și contele Frederic al VI-lea de Nürnberg, iar de partea lui Frederic trupe ungare și cumane. Corpul de cavalerie al contelui de Nürnberg a adus victoria regelui Ludovic în finalul bătăliei. Frederic și fratele său Henric au fost luați prizonieri și duși la castelul Trausnitz lângă Landshut. Se spune că Ludovic l-ar fi întâmpinat pe Frederic zicând: „Vărule, niciodată n-am fost mai bucuros să te văd ca astăzi.” Cronicarul Matthias de Neuchâtel relatează că cei doi regi s-au comportat diferit în luptă: în timp ce Frederic s-a lăsat identificat ca rege prin coroană și steag, Ludovic, temându-se pentru viața sa, se îmbrăcase similar unui grup de cavaleri care purtau tunici alb-albastre. Frederic a pierdut bătălia pentru că nu a fost sprijinit suficient de trupele sale aliate. El a preferat să fie capturat luptând până la capăt ca un războinic curajos în loc să fugă ca un laș. Din câte se știe, Ludovic nu a fost lăudat de susținătorii săi pentru curajul și vitejia arătată în luptă.
În Evul Mediu târziu, se întâmpla rar ca un rege să fie capturat în luptă deschisă. Contele Frederic al IV-lea de Nürnberg și alți câțiva luptători au fost implicați în capturarea lui Frederic cel Frumos. Ei erau interesați mai ales de răscumpărare, deci doreau ca Frederic să supraviețuiască. Însă victoria lui Ludovic nu a fost una totală. Frederic era în viață, dar în ciuda capturării sale, rezultatul bătăliei nu părea să fie voința lui Dumnezeu. Datorită armatei lui Leopold, habsburgii încă aveau destulă putere de acțiune în imperiu. Ludovic a părăsit repede câmpul de luptă abținându-se de la a-și face victoria evidentă prin actul simbolic de a zăbovi pe câmpul de luptă, așa cum se întâmpla adesea.

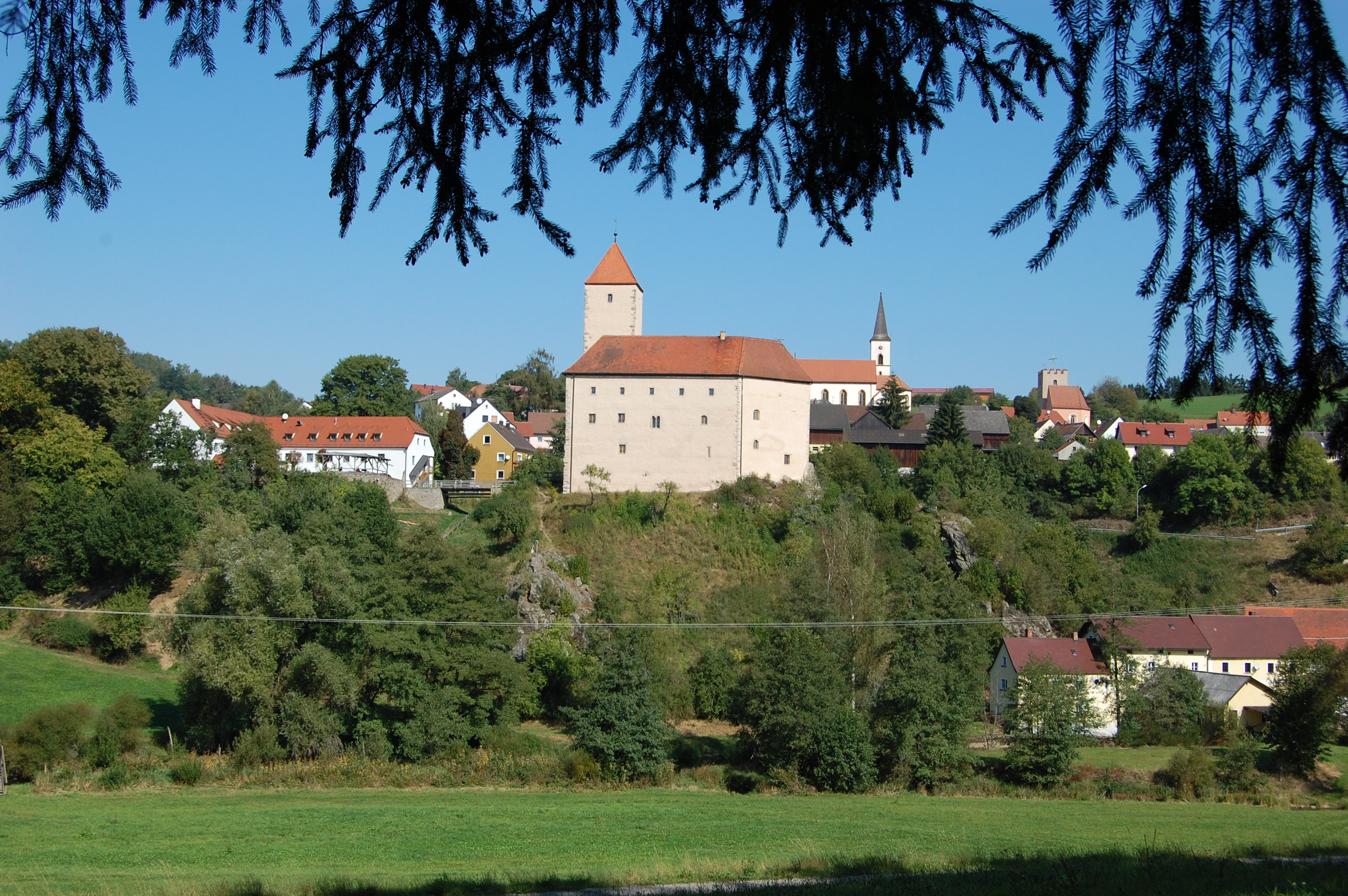
Castelul Trausnitz

Frederic a fost ținut prizonier timp de trei ani la Castelul Trausnitz din Palatinatul Superior. Conform Cronicii din Fürstenfeld, el a fost ținut fără lanțuri sau greutăți de fier la picioare. Aceasta corespundea practicii Evului Mediu târziu când exista o reticență în a umili prizonierii de rang regal într-un mod atât de evident. Lui Frederic i s-a permis să-și păstreze servitorii, dar a trebuit să suporte el însuși întregul cost al întreținerii. Din documente nu rezultă dacă Ludovic a permis ca prizonierul său să fie vizitat.
Lui Ludovic puterea cârmuirii nu i-a fost în niciun caz asigurată de această victorie, deoarece frații lui Frederic au continuat să i se opună. În același timp, conflictul său cu Papa s-a ascuțit începând din octombrie 1323, când Ludovic a încercat să își afirme pretențiile de a domni și în Italia. Papa Ioan al XXII-lea a deschis pe 8 octombrie 1323 un proces împotriva lui Ludovic, a invalidat alegerea sa ca rege romano-german și i-a cerut să renunțe la tron în termen de trei luni. Deoarece acesta nu a respectat termenul dat, Papa l-a excomunicat pe 23 martie 1324. Frații lui Frederic și susținătorii lor au continuat lupta.
În această situație explozivă, Ludovic a decis să ajungă la o înțelegere cu Frederic. Pe 13 martie 1325, cei doi rivali au încheiat „Înțelegerea de la Trausnitz”. Frederic a trebuit să renunțe la titlul de rege și să-l recunoască pe Ludovic drept rege, să redea imperiului proprietățile dobândite în timpul disputei pentru tron și să plătească tributul feudal pentru titlul său legal. Frederic a făcut această promisiune și în numele fraților săi. În cazul în care frații săi nu ar fi fost de acord cu această promisiune, atunci el se obliga să revină în detenție. În plus, el i-a promis lui Ludovic ajutor nelimitat și împotriva Papei. Apoi a fost eliberat din arest fără a plăti o răscumpărare. Acordul a fost întărit cu o promisiune de logodnă: fiica lui Frederic, Elisabeta, urma să fie căsătorită cu fiul lui Ludovic, ducele Ștefan.
Scopul Înțelegerii de la Trausnitz nu a fost umilirea și supunerea lui Frederic cel Frumos, ci mai degrabă restabilirea capacității politice a lui Ludovic de a acționa prin consens. Cu toate acestea, frații mai mici ai lui Frederic au refuzat să accepte acordul, astfel încât el s-a întors în captivitate așa cum promisese.

### Dubla regență (1325–1327)

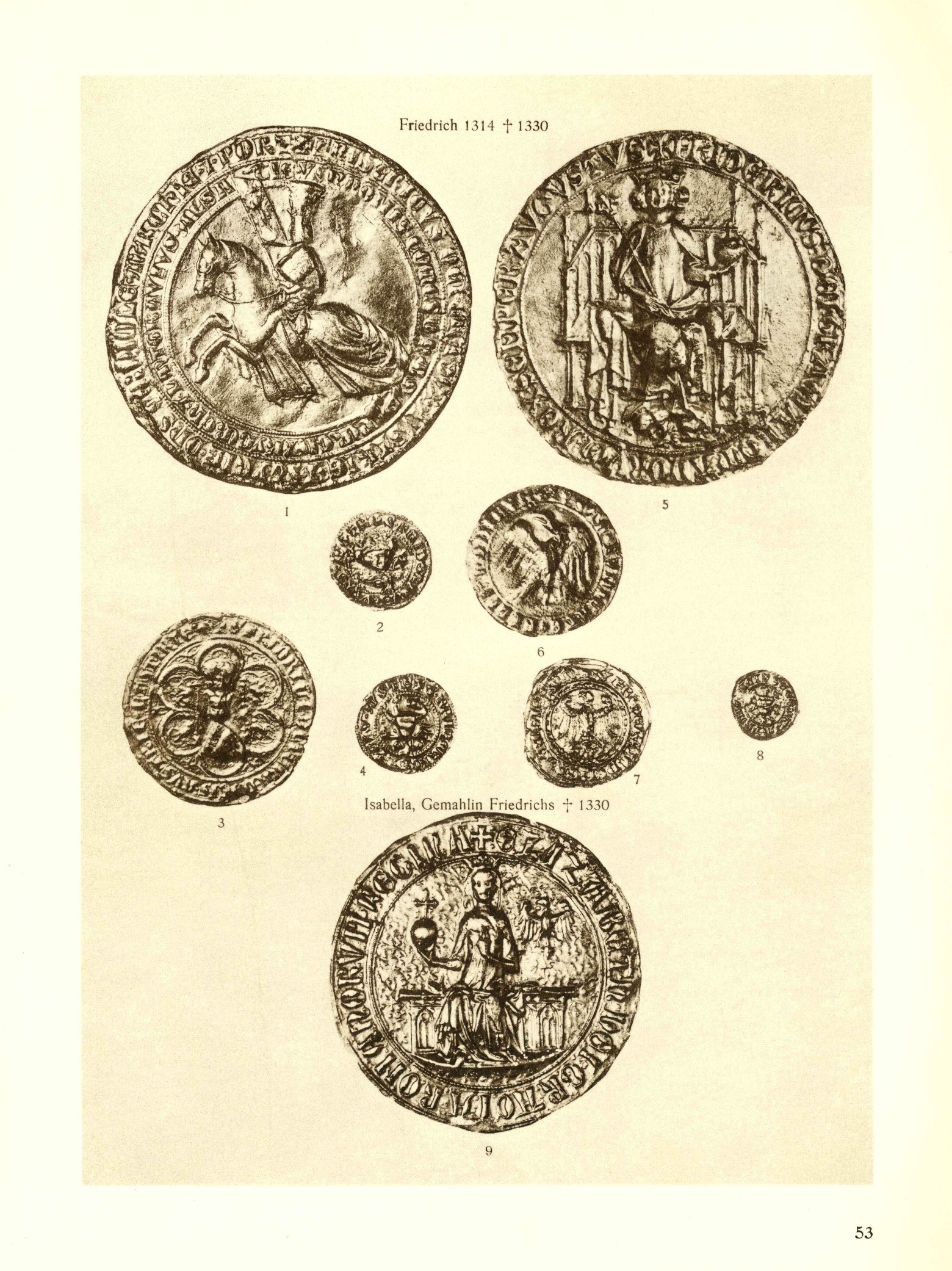
Sigiliul lui Frederic cel Frumos și al soției sale, Isabela, ducesa (nr. 1) și sigiliul regelui Frederic (nr. 5), sigiliul reginei Isabela (nr. 9). Frederic este prezentat pe tron frontal pe sigiliul regelui cu coroană, sceptru, și picioarele lui se sprijină pe un leu (după Otto Posse: Sigiliile împăraților și regilor germani. vol. 1, Köln 1909, placa 53)

La jumătate de an după Înțelegerea de la Trausnitz, Ludovic Bavarezul și Frederic cel Frumos au ajuns la un acord pe 5 septembrie 1325 prin Tratatul de la München pentru o regență comună și egală. Frederic a fost recunoscut co-rege, iar fratele său Leopold urma să primescă Vicariatul imperial în Italia. Ludovic a dorit să-l apropie și să-l lege pe Frederic de el însuși și astfel habsburgii să treacă de partea sa. Regatul dublu stabilit în acest mod este un fenomen unic în istoria constituțională medievală (excluzând modelele antice grecești și romane). Acordul a fost convenit în scris și consolidat prin ritualuri demonstrative. De Paști cei doi au primit euharistia împreună și s-au sărutat pentru a-și arăta acordul. Încă din Evul Mediu timpuriu, pacea și prietenia stabilită se demonstra luând masa împreună. Frederic și Ludovic au asistat împreună la slujbă și au primit comuniunea sub forma unei hostii pe care au împărțit-o între ei. Acest gest, arăta susținerea lui Frederic, prin ignorarea excomunicării lui Ludovic, care îi interzicea acestuia să primească comuniunea.
Pentru desfășurarea proceselor de reprezentare publică a puterii duale nu exista nicio posibilitate de orientare după un model din trecut. Conform tratatului, cei doi regi trebuiau să acționeze împreună cu „o altă persoană nu ca o singură persoană”. Unitatea și fraternitatea au stat la baza reprezentării publice a puterii duale. Frederic și Ludovic se numeau reciproc „rege”, au mâncat împreună și chiar au împărțit același pat. Ambii intenționau să folosească titlul de rege roman de comun acord și să se numească reciproc „frate”. În Tratatul de la München s-a precizat că sigiliile și inscripțiile acestora urmau să fie adaptate. Planul unui sigiliu comun nu s-a realizat și fiecare a continuat să folosească un sigiliu propriul. Autoritatea administrativă totală urma să revină oricăruia dintre cei doi care s-ar fi mutat în Italia. Subiecte importante în controversa pentru tron, cum ar fi locul corect și însemnele folosite pentru încoronare precum și stabilirea persoanei care încorona regele, nu au fost discutate.
În anii de guvernare duală, cei doi regi au continuat să-și demonstreze consensul politic. Într-un număr mare de documente, ei și-au subliniat încrederea reciprocă și solidaritatea. Totuși, dubla regalitate a durat doar puțin timp și a eșuat deoarece Frederic și Ludovic nu au căzut de acord cu privire la continuitatea dinastică. Potrivit Claudiei Garnier, Tratatul de la München nu putea funcționa, deoarece lipsea posibilitatea de a acționa practic ca o putere duală egală și această deficiență era ascunsă prin dispoziții generale și neclare. Punerea în practică a puterii se lovea și de problema inexistenței unui model anterior, așa cum a notat cronicarul vremii Peter de Zittau. La prima întâlnire a regilor la Ulm în ianuarie 1326 s-a ajuns la dispute legate de interpretarea prevederilor tratatului. Într-un acord încheiat la Ulm, Ludovic a acceptat să renunțe la tron dacă Frederic ar fi fost recunoscut de Papă ca rege. Acesta a refuzat deoarece Frederic menținuse public și simbolic contactul cu o persoană excomunicată, cu care încheiase chiar și o alianță. Datorită aparentei sale dorințe de a renunța, Ludovic a reușit să-și creeze în imperiu imaginea unui om capabil de compromisuri, iar Papa a fost privit ca o persoană ireconciliabilă. În acest fel, Ludovic și-a atras principii electori de partea sa și a creat spațiu de manevră pentru acțiunile sale în Italia.
Cei doi regi s-au întâlnit pentru ultima dată la Innsbruck la sfârșitul anului 1326. Se pare că au apărut tensiuni, care ar fi putut afecta exercitarea puterii comune. Ludovic a pus capăt dublei regalități în februarie 1327 numindu-l Vicar general pe regele Ioan al Boemiei în locul lui Frederic. Ludovic a fost încoronat ca împărat în 1328, iar Tratatul de la München a devenit depășit. Deși Frederic a fost ulterior menționat în documente ca rege până la moartea sa, el nu a mai intervenit în politica imperiului și s-a retras în ducatul Austria. Încercările sale de a obține recunoașterea ca rege de către papa Ioan al XXII-lea, nu au avut succes.

### Practicile la curte și guvernarea
Până târziu în secolul XIV, domnia în imperiu a fost exercitată ambulatoriu. Nu exista capitală și nici reședință permanentă. Stăpânirea se făcea simțită prin prezență. Viena s-a dezvoltat și a început să devină reședință regală habsburgică în timpul lui Frederic cel Frumos, această schimbare fiind o inovație a cărei importanță a subliniat-o istoricul Günther Hödl pentru prima dată în 1970. Frederic a reușit să își urmeze planurile de stabilire a Vienei ca rezidență doar după eliberarea sa din captivitate. Potrivit lui Hödl, habsburgilor nu le-a lipsit planul sau acțiunea ci mai mult „oportunitățile de a se dedica pe deplin orașului”. Acesta a fost motivul principal pentru care transformarea Vienei în reședință habsburgică a devenit realitate abia în anii 1330 - 1340, în timpul domniei lui Albert al II-lea, fratele mai mic al lui Frederic. Foarte probabil tot lui Frederic i se datorează completarea legii emise de Rudolf I, în 1277, privind emiterea monedelor, cu prevederea că moneda poate fi reînnoită „nu în toată Austria ci doar la Viena, care este orașul principal al aceleiași țări”. Mânăstirea augustinilor fondată pe 15 martie 1327 este un semn în plus că pentru Frederic Viena era reședința preferată. Hödl a subliniat importanța acestei mânăstiri, situate chiar lângă Hofburg, pentru transformarea Vienei în reședință. Din martie până în octombrie 1318, Frederic a rămas în principal la Viena.
Din secolul al XIX-lea, curtea s-a transformat într-o instituție centrală a puterii regale, a cărei cea mai importantă parte o constituia Cancelaria. În secolul al XIII-lea și al XIV-lea, au fost emise mai multe documente decât înainte, forma scrisă crescând semnificativ în importanță. Frederic avea o singură „cancelarie regală-ducală” în care competențele erau amestecate. Șef al cancelariei și cancelar al curții a fost Ioan de Zürich (1320–1321 și 1326), care fusese numit episcop de Strasbourg în 1306. Documentele emise de Frederic în calitate de rege erau scrise mai ales în limba latină; pentru documentele emise în calitate de duce, Frederic prefera însă limba germană. Istoricii au putut stabili că atât cancelaria lui Frederic cât și cea a lui Ludovic aveau conexiuni cu Bologna, deci ambele cancelarii erau familiarizate cu regulile de scriere italiene.
Documentele dovedesc că Frederic era preocupat și de întemeierea lăcașurilor de cult. În aprilie 1316, Frederic a emis o scrisoare de donație pentru Mănăstirea Mauerbach. El făcuse deja planuri împreună cu frații săi, în timp ce era doar duce al Austriei și Stiriei, privind construcția unei mânăstiri pentru un preot și doisprezece călugări, incluzând și o casă  pentru 17 oameni nevoiași. Clerul urma să celebreze slujbe religioase pentru regii habsburgici, Rudolf I și Albert I, pentru soția lui Albert, Elisabeta, pentru frații săi decedați și pentru el însuși. Mânăstirea Königsfelden, situată în teritoriile din vest, întemeiată în 1309 de mama lui Frederic pe locul unde fusese asasinat soțul ei, Albert, primise mai multe donații de la Frederic, dar se pare că nu era considerată ca potrivită pentru reprezentarea regală. Construcția nu fusese încă finalizată, călugărițele locuiau într-o izolare strictă, iar mânăstirea avea doar un singur loc de înmormântare pentru femei. Frederic a manifestat doar un interes mic pentru Königsfelden.
Spre deosebire de tatăl său și de fratele său mai mare, Frederic nu s-a înconjurat exclusiv de alemani. A recurs tot mai mult la „austrieci” în calitate de consilieri și ambasadori. Comandantul Ordinului Cavalerilor Teutoni, Konrad de Verbehang și Otto, starețul mânăstirii benedictine Sfântul Lambert din Stiria, și-au asumat sarcini importante în negocierile matrimoniale dintre curtea ducală austriacă și cea regală aragoneză. Cea mai veche dovadă cunoscută a termenului „Casa Austriei” (domus Austriae), care a fost folosit pentru a desemna întregul teritoriu habsburgic, datează de pe vremea lui Frederic cel Frumos.
În cei 23 de ani în care Frederic a fost duce de Stiria, el nu s-a aflat în acest ducat timp de șase ani (din septembrie 1321 până în martie 1326), probabil datorită războaielor și a prizonieratului său. Până în 1322, ducatul Stiria a fost important în realizarea obiectivelor politicii imperiale deoarece asigura resursele umane și financiare necesare luptei lui Frederic împotriva lui Ludovic Bavarezul. Acest lucru rezultă clar din numeroase documente care dovedesc angajamentele și obligațiile ducatului. După ce a încheiat acordul cu Ludovic în 1325, Frederic s-a aflat deseori în Stiria. În ultimele luni de viață el a rămas mai multe săptămâni la Graz. Judenburg a fost, de asemenea, o reședință preferată în Stiria.

### Ultimii ani

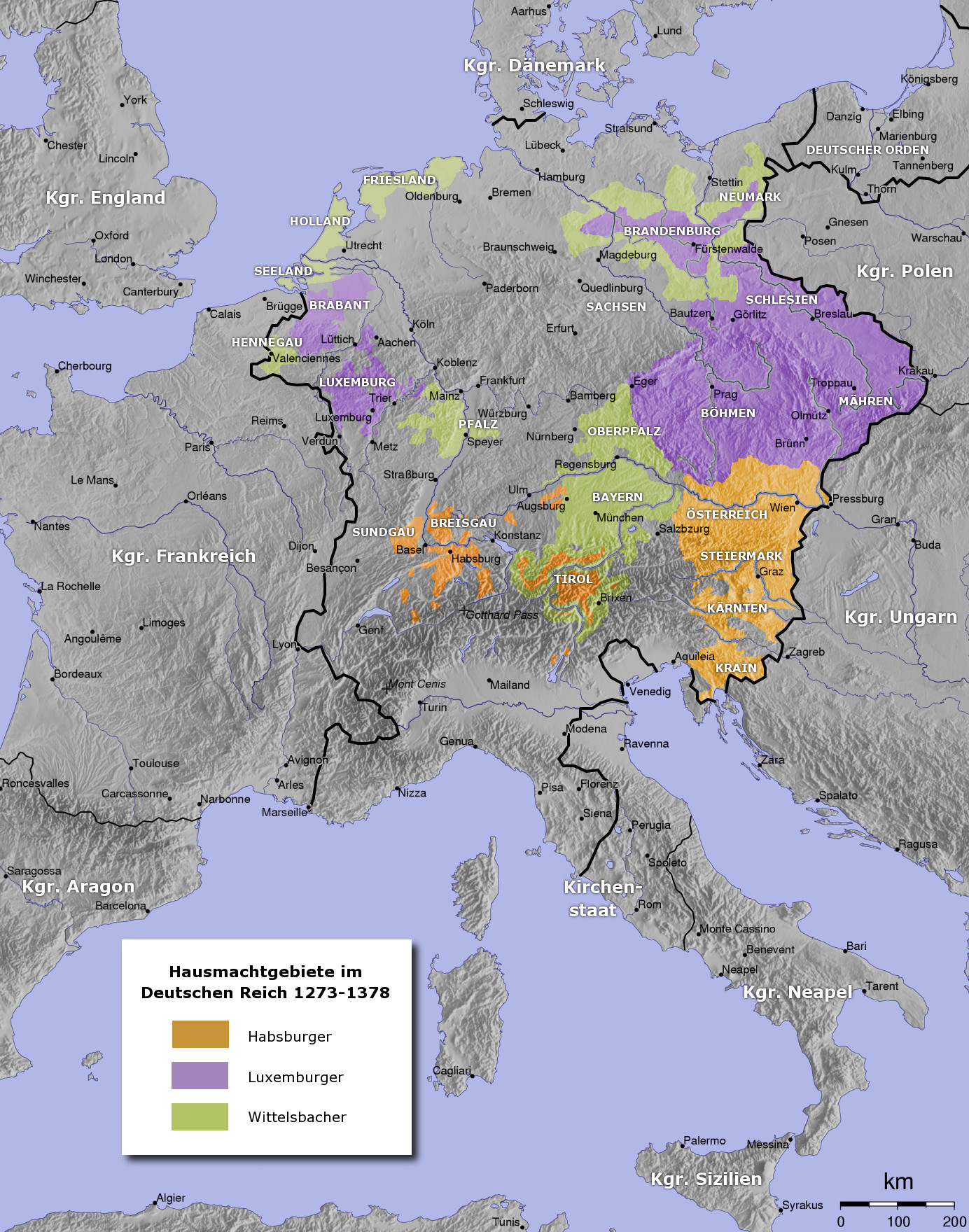
Sfântul Imperiu Roman la mijlocul secolului al XIV-lea

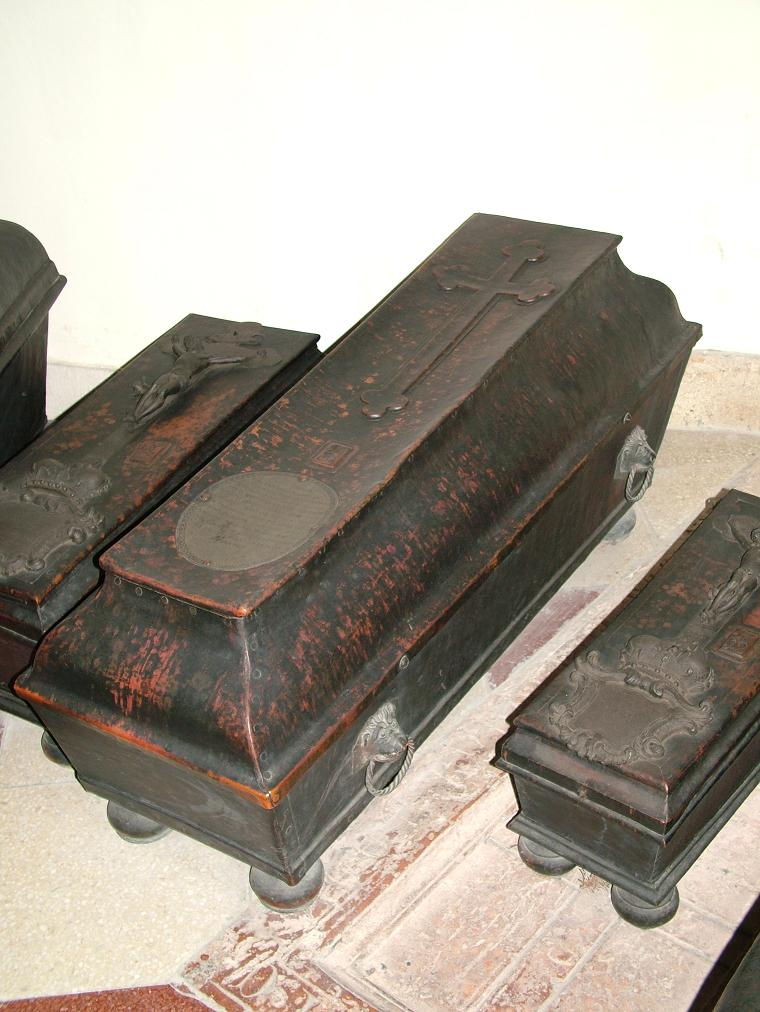
Mormântul lui Frederic (Catedrala Sfântul Ștefan din Viena)

Pe 28 februarie 1326 a murit Leopold, fratele lui Frederic, iar la mai puțin de un an a murit și Henric, cel mai mic dintre frați. În acest timp, soția lui Frederic s-a îmbolnăvit grav, fiind deja aproape complet orbă din cauza unei tumori cerebrale. Moartea fraților săi și boala soției au fost probabil motivele pentru care și-a făcut testamentul. Acesta a fost întocmit la Viena în iunie 1327, când Frederic avea 38 de ani și cuprindea o listă de donații făcute pentru mai mult de 80 de lăcașuri de cult care urmau să primească 4280 de pfeningi vienezi și 1636 mărci de argint. Este cel mai vechi testament al unui prinț austriac. Prin aceste donații Frederic a dorit să-și asigure pomenirea lui însuși, a strămoșilor și a descendenților săi. În schimbul donațiilor, lăcașurile de cult trebuiau să celebreze liturghii pentru pomenire. În ducatele Austria și Stiria, 48 de mânăstiri au primit donații între 40 și 200 de pfeningi.
În 1328 itinerariul lui Frederic s-a limitat aproape total la ducatul Austria. El s-a aflat în Wels (15 ianuarie), la Viena, la Krems (20 mai), Bruck an der Leitha (21 septembrie) și în Laab (25 noiembrie). Doar șapte locuri de ședere sunt atestate.
Frederic a murit aproape însingurat la vârsta de 41 de ani, pe 13 ianuarie 1330 la Castelul Gutenstein lângă Wiener Neustadt, în Austria Inferioară. Un accident vascular cerebral a fost bănuit ca fiind cauza morții sale, însă a existat și suspiciunea unei otrăviri. Frederic a fost înmormântat în Mânăstirea Ordinului Kartause din Mauerbach pe care el o întemeiase. Potrivit istoricului Heinrich Koller, în prima jumătate a secolului al XIV-lea locurile de înmormântare ale habsburgilor și-au pierdut impotanța în ceea ce privește „indicarea orientării politice”. Tatăl lui Frederic, Albert I, a fost înmormântat la dorința familiei, în Domul din Speyer - locul cel mai important loc de înmormântare din imperiul romano-german. Pentru fiii lui Albert, îngrijirea memoriei sufletului era mai importantă decât locul înmormântării și de aceea au preferat mânăstirile întemeiate de ei, unde slujbele de pomenire putea fi mai ușor organizate. Frederic a fost primul Habsburg înmormântat în partea estică a teritoriilor familiei. Totuși, aceasta nu a devenit o tradiție de înmormântare în bisericile întemeiate de Frederic cel Frumos, ducele Otto și Albert al II-lea. Nu se cunosc instrucțiunile date de rege privind locul de înmormântare sau procesiunea înmormântării sale, însă nu a fost una fastuoasă. Isabela, soția lui Frederic a murit jumătate de an mai târziu, pe 12 iulie 1330.
Potrivit lui Michael Borgolte, pentru descendenții lui Frederic memoria istorică a locului de înmormântare era mai importantă decât îngrijirea liturgică a mormântului. În 1514, împăratul Maximilian I a venit la Mauerbach și a întrebat despre mormântul strămoșului său, dar călugării nu știau care anume este. Maximilian a cerut să fie identificat și, după trei zile, au fost indicate două sicrie: unul al lui Frederic și altul al fiicei sale. La șapte ani după ce mânăstirea de la Mauerbach a fost desființată prin hotărârea împăratului Iosif al II-lea, rămășițele lui Frederic au fost transferate la Catedrala Sf. Ștefan din Viena în 1789 în Cripta ducilor unde se află și astăzi.

## Supranumele „cel Frumos”

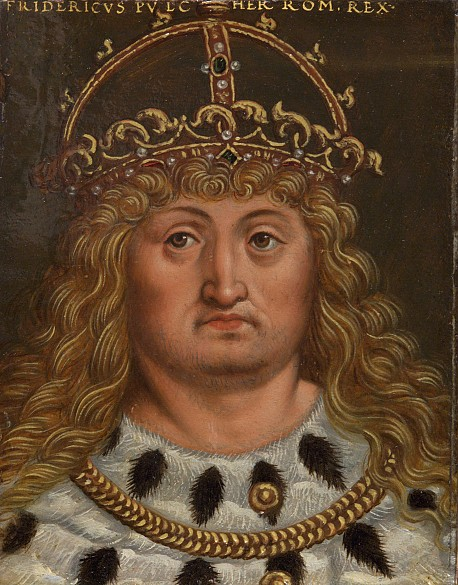
Frederic cel Frumos (Antoni Boys numit și Anton Waiss, datat 1579 - 1587)

În Evul Mediu, Frederic era numit Frederic I, așa cum îl menționează cronicarul Thomas Ebendorfer (1388-1464). Supranumele „cel Frumos” (în latină: Pulcher) nu a fost dat de contemporanii săi, ci datează din secolul al XVI-lea. Așa l-au numit Wolfgang Lazius în 1564 și Johannes Cuspinian în 1601. Probabil acest nume provine din Cronica de la Königsfeld. Frederic era descris ca fiind „frumos și blând chiar princiar” încă de la sfârșitul secolului al XIV-lea în Cronica celor 95 de domnitori. Probabil de la descrierea din Cronica de la Königsfeld care spune că Frederic de Habsburg era „un om mândru și frumos”, a apărut supranumele „cel Frumos”. Un portret imaginat de Antoni Boys din secolul al XVI-lea poartă inscripția „Fridericus Pulcher Rom(anorum) rex”. Propunerea istoricului Alphons Lhotsky de a renunța la acest supranume nu a reușit să se impună. Alte supranume ale lui Frederic precum Fortis, Pius, Verax, Modestus sau Affabilis provin din epoca barocă.

## Cronicarii despre Frederic cel Frumos
Cronica celor 95 de conducători, datând din Evul Mediu târziu, a avut dificultăți în clasificarea corespunzătoare a lui Frederic în istoria țării sale. Principiul structurii cronicii se bazează pe o triplă raportare: relativă la istoria papalității, la istoria tronului imperial și la istoria Austriei. Christian Lackner, afirmă că Frederic nu și-a găsit „nici un loc corect” în dublul său rol nici ca rege și nici ca duce. Chronica Ludovici, care a fost scrisă în 1341/1342 la Mânăstirea augustiniană Ranshofen și completată ulterior până în 1347, este pro-bavareză și adoptă o poziție negativă și polemică față de habsburgi. Potrivit acestei surse, Frederic și Ludovic nu au negociat deloc asupra dublei regalități permanente, ci asupra renunțării lui Frederic la tronul imperiului. Ludovic a avut încredere doar în puterea Euharistiei primite împreună. Frederic a încălcat acordul păstrând titlul de rege. Pentru aceasta, spune cronica, a primit în 1330 pedeapsa justă, fiind ucis de propriii săi servitori (a pediculis). Descrierile detaliate ale gesturilor de consolidare a încrederii în acest context au făcut cu atât mai convingătoare trădarea lui Frederic. Abatele cistercian Ioan de Viktring a folosit descrieri și argumente similare relativ la partea habsburgică în cronica sa, Liber certarum historiarum, scrisă la propunerea ducelui Albert al II-lea. Lui Frederic i se iartă încălcarea jurământului și a acordului, care este pusă mai degrabă pe seama lui Ludovic.
Frederic a primit puțină atenție din partea posterității. El a fost adesea prezentat în raport cu adversarul său Ludwig. Reprezentările făcute în timpul vieții sale și la scurt timp după moartea sa sunt idealizate și nu reprezintă exact ca individ. Singura ilustrare contemporană este cea de pe sigiliul regal. O reprezentare din manuscrisul de la Innsbruck al Cronicii celor 95 de domnitori îl arată cu o barbă scurtă și de vârstă mijlocie. O pictură pe sticlă datând din 1370/1380 din capela Bartolomeus din Catedrala Sf. Ștefan din Viena îl arată cu barbă.

## Concluzii
La data dispariției lui Frederic, familia de Habsburg încheia o perioadă de 100 de ani în care ambiția de a fi încoronați de Papă, rămasese nesatisfăcută. Deoarece la moartea lui Frederic singurul său fiu nu mai era în viață încă din 1322, conducerea familiei de Habsburg a revenit pentru următorii 30 de ani fratelui său mai tânăr, Albert al II-lea. Acesta s-a ocupat îndeosebi de mărirea proprietăților astfel că în 1335 el a primit feudele Carintia și Craina de la împăratul Ludovic.
Regele Frederic a fost un politician lipsit de talent. Nesigur pe el în purtarea tratativelor, el nu își susținea propriile puncte de vedere fiind ușor influențabil de cei din anturajul său. Răzbunarea asasinatului tatălui său, Albert I, dorită atât de mult de mama sa, regina-văduvă Elisabeta, și pusă în practică împreună cu frații săi, s-a transformat într-o adevărată baie de sânge care a afectat deopotrivă pe cei vinovați și pe mulți nevinovați.
Eforturile lui Frederic de a fi inclus în rugăciunile lăcașurilor de cult beneficiare ale donațiilor sale, au avut succes. Acest lucru este dovedit de diferite cărți de pomenire. Cu toate acestea, în multe dintre aceste cărți, doar numele Frederic apare  la data morții sale. Într-un document din 1331 al Diocezei Konstanz sunt înscrise condițiile impuse de Frederic pentru donațiile făcute. Clericii diocezei s-au obligat ei înșiși și pe urmașii lor la celebrarea sărbătorilor stabilite de comun acord. În 1498 canonicii Diocezei Konstanz au copiat documentul din 1331 în manuscrisul lor liturgic.